# Bar-le-Duc
Bar-le-Duc är en kommun i departementet Meuse i regionen Grand Est (tidigare regionen Lorraine) i nordöstra Frankrike. År 2022 hade Bar-le-Duc 14 615 invånare. Bland stadens sevärdheter återfinns den gotiska kyrkan Saint-Étienne som även uppvisar renässansornament.
Bar-le-Duc, som även kallats Bar-sur-Ornain, var tidigare huvudstad i hertigdömet Bar.

## Befolkningsutveckling
Antalet invånare i kommunen Bar-le-Duc
| Referens: INSEE |